# Aproximante glotal murmurado
La aproximante glotal murmurada es un sonido consonante en algunos idiomas. En el IPA, se transcribe como⟨ ʔ̞ ⟩ o ⟨ ʔ̰ ⟩ . Implica tensión en la glotis y disminución del flujo de aire, en comparación con las vocales circundantes, pero no una oclusión total.

## Características
•Su forma de articulación es aproximante , lo que significa que se produce al estrechar el tracto vocal en el lugar de la articulación, pero no lo suficiente como para producir una corriente de aire turbulenta .
•Su fonación es glotal.
•Es una consonante oral , lo que significa que el aire solo puede escapar por la boca.
Debido a que el sonido no se produce con el flujo de aire sobre la lengua, la dicotomía central - lateral no se aplica.
•El mecanismo de la corriente de aire es pulmonar , lo que significa que se articula empujando el aire únicamente con los músculos intercostales y el diafragma , como en la mayoría de los sonidos.

## Aparición
Es un alófono intervocálico de una oclusiva glotal en muchos idiomas. Se informa que es contrastivo solo en Gimi en el que es fonológicamente el equivalente sonoro de la oclusión glotal / ʔ /.